# Joseph-Samuel Farinet

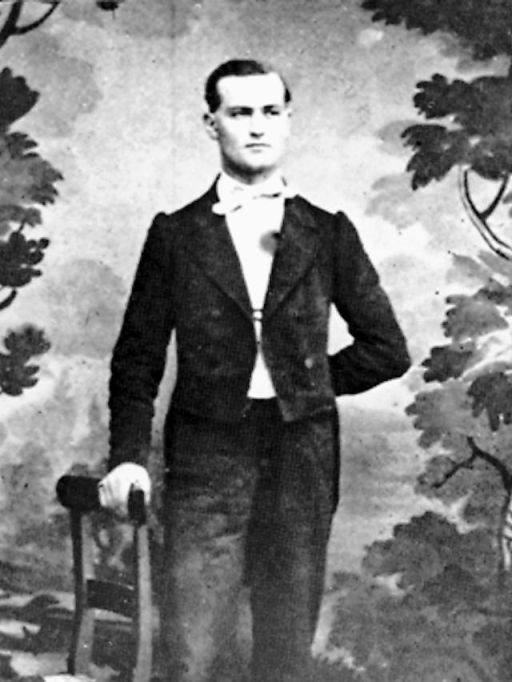
Joseph-Samuel Farinet

Joseph-Samuel Farinet (Saint-Rhémy-en-Bosses, 17 juni 1845 – Saillon, 17 april 1880) was een Savoyaards smokkelaar en valsmunter. Met name in de districten van Wallis, waar Farinet uitgroeide tot plaatselijke volksheld, zou hij namens de vrijheid hebben gestreden tegen de gezagsdragers. Hij werd daarom ook wel de Alpijnse Robin Hood genoemd.

## Levensloop
Joseph-Samuel Farinet werd geboren op 17 juni 1845 in Saint-Rhémy-en-Bosses, een gemeente die toentertijd gelegen was in het land Savoye. De knappe jongeman verdiende vooral zijn geld als smokkelaar.
Na een diefstal in Aoste werd hij in 1869 door de rechter veroordeeld tot 18 maanden gevangenschap. Echter was Farinet tijdens de juridische procedure niet aanwezig en kon hij, zolang men hem niet kon opsporen, zijn straf blijven ontlopen.
In 1871 groeide hij uit tot een populaire valsemunter. Met zijn strafbare activiteiten zorgde hij ervoor dat de Kantonnale Bank van Wallis instortte. Farinet is plaatselijk in Wallis legendarisch geworden doordat hij zou optreden als een soort Robin Hood.
Hij verzwakte de landelijke economie, maar zorgde er in de regio voor dat met de toename van de hoeveelheid (valse) munten de lokale inwoners meer geld bezaten.
Hoewel hij zich goed schuil hield in Saillon en zo'n 10 jaren uit handen van de autoriteiten wist te blijven, werd hij uiteindelijk gearresteerd in Martigny. Hier werd hij veroordeeld tot 4 jaar celstraf, wegens het zelf slaan van munten en het creëren van een economische ontwrichting.
Hij overleed op 35-jarige leeftijd onder omstandigheden die nooit helemaal opgehelderd zijn. Hij zou onderweg naar Saillon, tijdens een van zijn ontsnappingspogingen, zijn doodgeschoten door een politieagent. Op 17 april 1880 vond men het lichaam van Farinet langs de oever van de Salentse. Deze datum werd aangehouden als sterfdatum. Hij ligt begraven op de begraafplaats rondom de Sainte-Catherine-kerk in Saillon.

## Film
De bekendste film over Joseph-Samuel Farinet is Max Hauflers productie Farinet: L'or dans la montagne uit 1938 met onder anderen Jean-Louis Barrault in de titelrol. Toen de film in première ging, werd hij door de Zwitsers beschouwd als een provocerende film.